# Hemerobius martinezae
Hemerobius martinezae är en insektsart som beskrevs av Monserrat 1996. Hemerobius martinezae ingår i släktet Hemerobius och familjen florsländor. Inga underarter finns listade i Catalogue of Life.